# Dung phi
Dung phi Hòa Trác thị (chữ Hán: 容妃和卓氏; 11 tháng 10, năm 1734 - 24 tháng 5, năm 1788), hoặc Hoắc Trác thị (霍卓氏), người Duy Ngô Nhĩ, nổi tiếng là phi tần người Hồi được biết đến nhiều nhất trong hậu cung của Thanh Cao Tông Càn Long Hoàng đế.
Xuất thân là người Hồi giáo, Dung phi là một trong những phi tần của Càn Long Đế được để lại nhiều truyền thuyết nhất. Trong truyền thuyết trung cận đại, Dung phi thường bị ngộ nhận là nhân vật huyền thoại Hương phi - một mỹ nữ tuyệt thế cũng có nguồn gốc từ Duy Ngô Nhĩ. Nhiều người tin rằng Dung phi chính là nguyên mẫu cho nhân vật Hương phi.

## Thân thế mơ hồ
Dung phi Hòa Trác thị sinh ngày 15 tháng 9 (âm lịch) năm Ung Chính thứ 12 (1734), theo Thanh sử cảo ghi lại thì bà là con gái Đài cát của Hồi bộ tên Hòa Trát Lãi (和札赉), quê quán vùng Tân Cương. Thông tin ngoài ra không còn gì thêm.
Căn cứ theo cách dẫn chứng của Ngải Ha Mại Đặc Hoắc Gia (艾哈迈特·霍加), có dẫn ra lập luận, cho rằng Hòa Trác thị chính là vợ của Hoắc Tập Chiêm, tên Pháp Đế Mã (法蒂玛; پاتىمە, Patime). Theo cách nói này, Hòa Trác thị xuất thân tổ tộc Khách Thập Cát Nhĩ, cũng thuộc khu vực Tân Cương. Dòng dõi của Pháp Đế Mã là Hòa Trác Mộc (和卓木), còn có phiên âm thành ["Hòa Trác thị"] hoặc ["Hoắc Trác thị"], xuất thân là dòng dõi quý tộc của Duy Ngô Nhĩ Tông giáo Hòa Trác gia tộc, thế cư Diệp Nhĩ Khương Hãn quốc (葉爾羌汗國). Gia tộc Hòa Trác của bà được cho rằng là hậu nhân của nhà tiên tri Mohammed, ở Mục Tư Lâm (Muslim) có vương vị chí cao. Cha là Ngải Lực Hòa Trác Mộc (艾力和卓木; ئەلى خوجام, Elixojam), là Đài cát đời thứ 29 của bộ tộc, em trai là Đồ Nhĩ Đô Hòa Trác Mộc (图尔都和卓木; تۇردۇ خوجام, Turdu Xojam), xuất sanh tại Y Lê (伊犁; nay là thành phố Y Ninh). Khi ấy, gia tộc của Pháp Đế Mã cùng với Hoắc Tập Chiêm (霍集占; خوجا جھىھان, Khwāja-i Jahān) không hòa hợp, dẫn đến bạo loạn. Khoảng vào năm Càn Long thứ 24 (1758), quân đội nhà Thanh đánh vào Diệp Nhĩ Khương. Đồ Nhĩ Đô Hòa Trác Mộc cùng người thúc phụ phối hợp với quân đội nhà Thanh, cùng Ba La Ni Đô (波羅尼都) tác chiến Tiểu Hòa Trác. Pháp Đế Mã khi 15 tuổi thì lấy Hoắc Tập Chiêm, sau 8 năm thì từ Tiểu Hòa Trác trở về Khách Thập Cát Nhĩ.
Căn cứ Thanh đại Tân Cương Mãn văn đương án hối biên (清代新疆满文档案汇编), thì vào năm Càn Long thứ 24, khi Triệu Huệ phụ trách lùng bắt người nhà Đại Hòa Trác cùng Tiểu Hòa Trác, tìm được Pháp Đế Mã - vợ của Hoắc Tập Chiêm. Tháng 9 (ÂL) cùng năm, Pháp Đế Mã cùng em trai Đô Nhĩ Đô và toàn gia được đưa hết đến Bắc Kinh. Thời gian Pháp Đế Mã đến Thanh cung, rồi sau đó xuất hiện Hòa Trác thị lần đầu tiên, đã là chứng cứ cho rằng Pháp Đế Mã chính là Dung phi.

## Đại Thanh tần phi
Thời gian Dung phi Hòa Trác thị nhập cung không được đề cập chính thức trong các văn bản hàn lâm như Thanh sử cảo lẫn Thanh thực lục, chỉ biết khi vào cung đã thì Hòa Trác thị đã được phong làm Quý nhân.
Khi vừa vào cung, Hòa Trác thị do đích thân Kế Hoàng hậu Na Lạp thị dạy dỗ quy củ. Sang năm Càn Long thứ 25 (1760), ngày 3 tháng 2 (ÂL), xuất hiện ghi chép của một Hòa Quý nhân (和貴人) được sách phong sau khi cùng Hoàng hậu học quy củ. Đây là một quy định của cung đình nhà Thanh, dành cho sách phong các tần phi có xuất thân Bao y hoặc ngoại tộc. Vào lúc này, các Nội đình chủ vị sẽ được phân phó dạy dỗ cung quy cho các nữ tử ấy, sau đó phong làm Thường tại hoặc Quý nhân, chính thức trở thành tần phi. Xét theo ngày sinh của Dung phi và Hòa Quý nhân có điểm tương đồng, lại theo ghi chép của Thanh sử cảo về Dung phi là: 「"Sơ nhập cung hiệu Quý nhân"; 初入宫号貴人」, các học giả nhận định khá chắc chắn Hòa Quý nhân và Dung phi là một người. Còn về chuyện "Pháp Đế Mã" có phải là Hòa Trác thị hay không, tuy bài luận của Hoắc Giai có nhiều chi tiết, liên hệ thời gian Pháp Đế Mã nhập kinh sư cùng việc Đô Nhĩ Đô thăng chức ngay sau khi Hòa Trác thị được phong, thế nhưng không tài liệu nào khẳng định trực tiếp Pháp Đế Mã là Hòa Trác thị cả. Căn cứ phân phó thịt dê trong Bát dụng hành văn Để đương (撥用行文底檔), ngoài Hòa Trác thị thì Phúc Quý nhân cùng Ninh Thường tại đều giống Hòa Trác thị, là nữ tử người Hồi được tiến cung, nên càng không có cách nào chứng minh Pháp Đế Mã cùng Hòa Trác thị là một người.
Năm Càn Long thứ 26 (1761), ngày 30 tháng 12 (âm lịch), tấn Dung tần (容嬪), bậc thứ 4 trong Hậu cung nhà Thanh, cùng sách phong có Thận tần. Sang năm, ngày 16 tháng 5 (tức ngày 10 tháng 6 dương lịch), lấy Binh bộ Thượng thư A Lý Cổn (阿里衮) làm Chính sứ, Lễ bộ Thị lang Ngũ Cát (五吉) làm phó sứ, hành sách phong lễ. Theo ghi chép của Thanh thực lục, phi tần của Càn Long Đế rất nhiều nhưng được bồi giá xuất cung thì chỉ có mấy người, Dung tần Hòa Trác thị từ khi nhập cung, mãi cho đến khi qua đời thì luôn có mặt trong bất kì chuyến du tuần nào.
Năm Càn Long thứ 30 (1765), Càn Long Đế tiến hành Nam tuần, Dung tần Hòa Trác thị là một trong những tần phi theo tùy giá cùng Hoàng hậu Na Lạp thị, ngoài ra còn Lệnh Quý phi Ngụy thị, Khánh phi Lục thị cùng Vĩnh Thường tại Uông thị đi theo đến Dương Châu, Tô Châu, Giang Ninh, Hàng Châu. Năm đó, xảy ra sự việc của Na Lạp Hoàng hậu.
Năm Càn Long thứ 33 (1768), ngày 5 tháng 6, tấn Dung phi (容妃). Ngày 26 tháng 10 cùng năm, lấy Văn Minh điện Đại học sĩ Doãn Kế Thiện làm Chính sứ, Nội các Đại học sĩ Mai Lạp Tốn (迈拉逊) làm Phó sứ, hành Dung phi sách phong lễ.

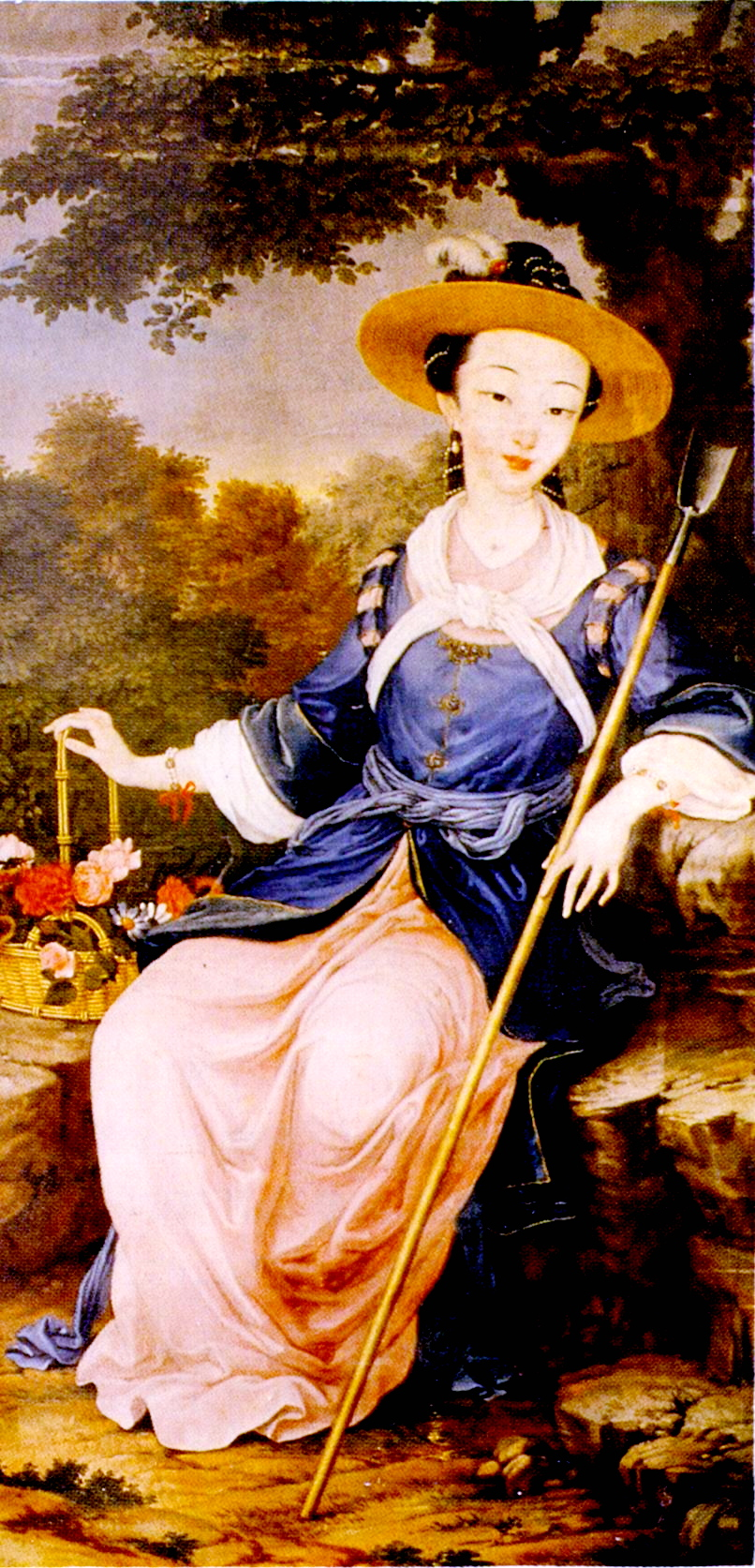
Dung phi trong trang phục Tây phương

Năm Càn Long thứ 36 (1771), Dung phi tùy Hoàng đế Đông tuần, bái yết Khổng miếu, bước lên du ngoạn Thái Sơn. Năm thứ 40 (1778), Dung phi lại tùy Hoàng đế đi Thịnh Kinh, vào lúc này vị phân của Dung phi đã là bậc thứ 2 trong các phi tần.
Từ ngày Hoàng hậu Na Lạp thị bạo băng (1766), Càn Long Đế không lập Hoàng hậu nữa, đến khi Lệnh Ý Hoàng quý phi Ngụy thị quy thiên (1775), Càn Long Đế cũng không phong Hoàng quý phi nữa, trước đó khi Khánh Quý phi Lục thị tạ thế (1774), Càn Long Đế vẫn không phong thêm ai làm Quý phi. Do đó, từ năm 1775 trở đi thì trong Hậu cung thì hàng vị Phi là cao nhất, và Dung phi cũng là một trong số ấy. Lúc này, Càn Long Lục phi gồm: Thư phi, Du phi, Dĩnh phi, Dung phi, Đôn phi, Thuận phi.
Từ năm Càn Long thứ 50 (1785), có thể do sức khỏe giảm sút mà Dung phi rất ít xuất hiện. Theo ghi chép của Thưởng tứ đề bạc, ngày 14 tháng 4 (âm lịch) năm thứ 53 (1788), Càn Long Đế đã ban thưởng cho Dung phi 10 quả quýt, đây là lần cuối cùng tìm thấy ghi chép về việc ban thưởng cho bà.

## Qua đời
Năm Càn Long thứ 53 (1788), ngày 19 tháng 4 (tức ngày 24 tháng 5 dương lịch), Dung phi qua đời, hưởng dương 55 tuổi.

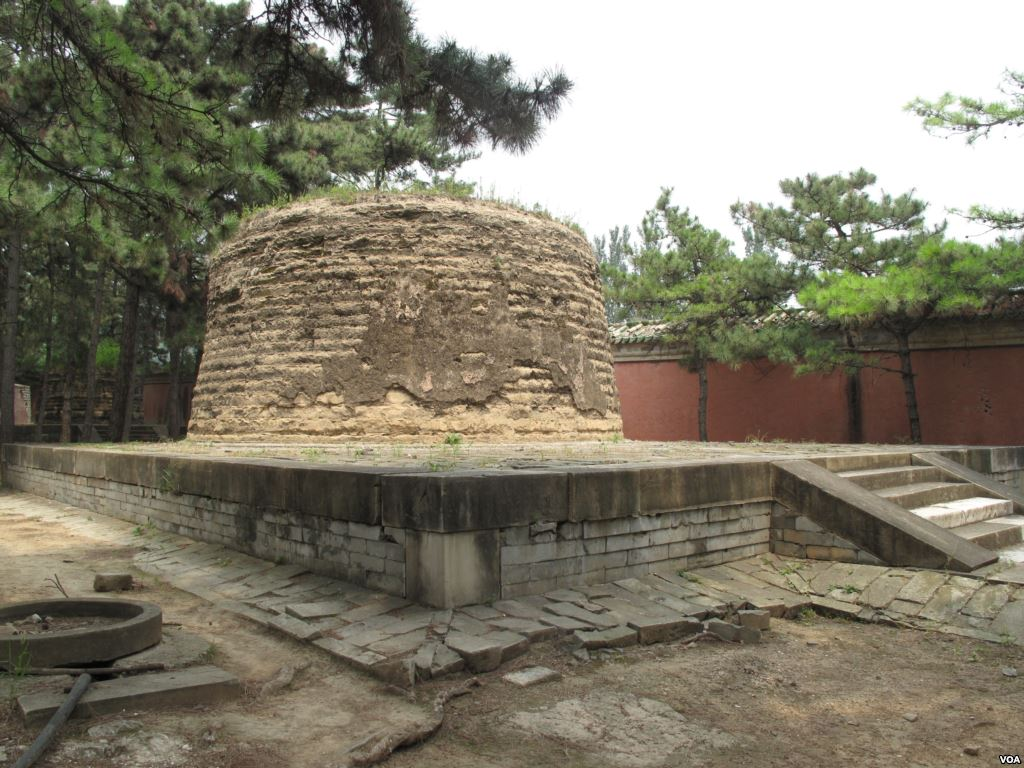
Lăng mộ Dung phi tại Phi viên tẩm của Dụ lăng.

Sau khi Dung phi mất, Càn Long Đế thường cho người trong cung tưởng nhớ bà. Ông đã theo di nguyện của bà mà hạ lệnh đem những vật phẩm đã ban tặng cho bà trong mấy chục năm qua tặng lại các Công chúa, Cách cách cùng người thân,các phi tần khác và người hầu. Bao gồm: Du phi, Dĩnh phi, Đôn phi, Uyển tần, Tuần tần, Lâm Quý nhân, Lộc Quý nhân, Minh Quý nhân, Ngạc Thường tại, Bạch Thường tại còn có Cố Luân Hòa Kính Công chúa. Dung phi không có con cái, cực kỳ yêu thích nàng Cố Luân Hòa Hiếu Công chúa, Thập công chúa luôn rất tâm đầu ý hợp với bà, được bà yêu thương như con gái ruột. Dung phi vì bệnh nặng sắp qua đời mà không thể tận mắt nhìn thấy Thập công chúa xuất giá, có phần tiếc nuối nên của cải để dành cho Công chúa của Dung phi là nhiều nhất, khoảng hơn 240 kiện.
Tang lễ của Dung phi không được ghi lại chi tiết,chỉ biết tương đồng với tang lễ của Tuệ phi Bát Nhĩ Tế Cát Đặc thị của Thanh Thánh Tổ Khang Hi Đế, mà tang lễ của Tuệ phi được ghi chép như sau:
- [Khang Hi năm thứ 9, ngày 12 tháng 4. Tuệ phi hoăng thệ. Thánh Tổ Nhân hoàng đế nghỉ triều 3 ngày. Đại nội trở xuống, Tôn thất trở lên, trong vòng ba ngày mặc quần áo trắng, không tế thần. Phi tần cung nữ nội giám, cắt tóc bím, mặc thành phục, hai mươi bảy ngày cởi ra, trăm ngày cạo đầu, trà phòng nhân viên nam phụ thành phục, toàn với đại ngày giỗ trừ phục, trăm ngày cạo đầu. Lại định: Ngày Phi hoăng, Thân vương trở xuống, Phụng Ân tướng quân trở lên, Dân công hầu bá, Nhị phẩm trở lên, Công chúa Phúc tấn, huyện quân Phụng Ân tướng quân thê trở lên, tụ tập đầy đủ.][8].

Kim quan của Dung phi tạm thời được quàn ở Sướng Xuân viên (畅春园), ở phía Tây bên Tây Hoa viên (西花园). Ngày 27 tháng 4 cùng năm, Kim quan từ phía tây Hoa viên di chuyển đến phía Đông Bắc Bắc Kinh, tạm an tại Tấn Cung của Tĩnh An trang (静安庄). Ngày 17 tháng 9 cùng năm, Hoàng bát tử Nghi Quận vương Vĩnh Tuyền hộ tống kim quan của Dung phi vào Dụ lăng. Ngày 25 tháng 9 (âm lịch),làm lễ an táng vào Phi viên tẩm.

## Những lời đồn
Nhiều lời đồn cho rằng khi Dung phi Hòa Trác thị tiến cung, phần nhiều là kết quả do nhập nhằng giữa bà cùng Hương phi trong truyền thuyết.
Có lời nói khi bà vừa tiến cung, cây vải phương nam ra hơn 200 trái, khiến bà được cho là người có phúc. Truyền thuyết còn nhấn mạnh là giai nhân sở hữu ngũ quan sắc sảo cùng tướng mạo tú lệ nên vừa nhập cung đã được phong Quý nhân, không phải qua Thường tại và Đáp ứng, chứng tỏ Càn Long Đế rất coi trọng chuyện này. Theo lời nói, Càn Long Hoàng đế còn cho xây Thanh Chân tự, cho phép bà mặc trang phục của dân tộc mình ở trong cung, thưởng cho bà quần áo cùng ngân lượng, ngoài ra Càn Long Đế cũng lấy cung nữ trong cung ban làm thiếp hầu cho Đồ Nhĩ Đô. Mọi thói quen sinh hoạt và tín ngưỡng tôn giáo của bà đều được hoàng đế quan tâm và coi trọng, ông còn cho mời đầu bếp đạo Hồi vào cung để nấu ăn cho bà. Tại Viên Minh Viên nơi mà bà sống, Càn Long Đế còn dành phương ngoại quán trong vườn cho bà làm nơi tế lễ, đặc biệt còn cho người khắc văn kinh Coran lên bức tường bằng đá đại lý. Đối với sinh hoạt trong cung, Hòa Trác thị cũng khiêm nhường kính cẩn.
Có lời đồn còn nói, Càn Long Đế đã vì bà mà còn cho xây「Bảo Nguyệt lâu; 寶月樓」, hiện tại là Tân Hoa môn (新华门) của Trung Nam Hải. Các truyền thuyết cũng nói nơi đây chính là biệt cung mà Càn Long Đế dành riêng cho bà, đến nỗi bà thường ở trong đó mà không ở trong nội cung tại Tử Cấm Thành. Còn có cách nói ở bên ngoài Càn Long Đế cho xây khu chợ và nhà thờ của người Hồi để bà có thể ngắm cảnh khi nhớ quê hương. Tuy nhiên căn cứ "Ngự chế thi tập Nhị tập" (御制诗集二集), vào năm Càn Long thứ 24 (1758) thì ông đã bắt đầu cho xây dựng tòa lầu này, vì không thích hồ Thái Dịch trống trải. Hơn nữa nếu thật sự Hòa Trác thị mãi năm thứ 25 mới xuất hiện thì chuyện này càng không liên quan gì đến sự sủng ái của Càn Long Đế dành cho bà.

## Trong văn hóa đại chúng
| Năm  | Phim             | Diễn viên    | Nhân vật              |
| 2018 | 《Như Ý truyện》 | Lý Thấm 李沁 | Hàn Hương Kiến 寒香见 |

- Trong bộ phim Diên Hi công lược, nhân vật do Trương Gia Nghê đảm nhiệm vì một số lý do liên quan đến chính trị và sắc tộc nên Dung phi đã được sửa đổi thành Thuận tần. Do vậy, nhân vật này cũng đổi hướng sang Thuận quý nhân trong lịch sử.